# Dwaraganahalli, Gauribidanur
Dwaraganahalli là một làng thuộc tehsil Gauribidanur, huyện Kolar, bang Karnataka, Ấn Độ.